# Freeport (Minnesota)
Freeport è un comune degli Stati Uniti d'America, situato nello Stato del Minnesota, nella Contea di Stearns.

## Storia
Si riporta l'esistenza del locale ufficio postale a partire dal 1881.